# Јохан Кристоф Аделунг
Јохан Кристоф Аделунг (Шпантеков, 8. август 1732 — Дрезден, 10. септембар 1806) је био немачки граматичар и филолог.

## Биографија
Рођен је у граду Шпантеков, у Померанији, а образовао се у јавним школама у Анкламу и Магдебургу, као и на универзитету у Халеу. Године 1759. је постао професор у гимназији у Ерфурту, позицију коју је напустио после две године, те се одселио у Лајпциг и посветио се филолошком изучавању.
Године 1787. постао је библиотекар саксонског кнеза-изборника Фридриха Августа III у Дрездену, месту у којем је остао све до своје смрти 1806. године.
Списатељски рад Аделунга је поприлично обиман. Поред изврсних књига о граматици, речницима и другим књигама о немачком језику, допринео је значајно на пољу ортографије, рафинисања идиома и побољшавању стандарда његовог матерњег језика. Његово дело „Граматичко-критички речник високог немачког дијалекта“ носи сведочанство о духу стрпљивог истраживања којег је Аделунг поседовао и о његовом знању историје разних дијалеката од којих је настао данашњи немачки језик.
Нико пре Јакоб Грима није учинио тако пуно за немачки језик, а пред смрт је издао дело „Митридат, или општа лингвистика“.
Нажалост, умро је пре него је завршио своје пројекте. Први том, који садржи азијске језике, објављен је одмах након његове смрти, а друга два под надзором Јохана Фатера.
Цитат „пиши као што говориш, а читај као што је написано“ у нашим крајевима, обично се приписује Вуку Стефановићу Караџићу, међутим цитат је заправо ортографски принцип који је измислио управо Јохан Кристоф Аделунг. Караџић је искористио тај принцип како би спровео реформу свог језика.